# Borek (Ludwikowice Kłodzkie)
Borek (niem. Hain) – osada wsi Ludwikowice Kłodzkie w Polsce, położona w województwie dolnośląskim, w powiecie kłodzkim, w gminie Nowa Ruda.

## Położenie
Borek położony jest w Sudetach Środkowych, w północnej części Wzgórz Włodzickich, na południe od szczytu Dziewięciornik, na wysokości około 580–600 m n.p.m.

## Podział administracyjny
W latach 1975–1998 osada administracyjnie należała do województwa wałbrzyskiego.

## Historia
Borek powstał prawdopodobnie w XVIII wieku jako jedna z wielu kolonii w dobrach barona von Larischa. W 1785 roku miejscowość została kupiona przez barona von Stillfrieda z Nowej Rudy. Borek nigdy nie rozwinął się i nie został samodzielną wsią, zawsze było tu najwyżej kilkanaście domów. Po 1945 roku miejscowość została zasiedlona tylko częściowo, początkowo było tu 7 gospodarstw, potem ich liczba zmniejszała się.

## Zabytki
Przy skrzyżowaniu polnych dróg zachowały się dwa krzyże pochodzące z XIX wieku.